# 達令敦縣 (南卡羅萊納州)
達令敦县（英語：Darlington County）是美國南卡羅萊納州東北部的一個縣。面積1,468平方公里。根據美國2000年人口普查，共有人口67,394人。縣治達令敦 (Darlington)。
成立於1785年。縣名可能來自英國的达灵顿。